# 五甲 (臺南市)
五甲，是臺灣臺南市關廟區的一個傳統地域名稱，位於該區中部。相較於今日行政區，其範圍大致包括山西里西北大半部、關廟里不含東北部、五甲里、深坑里北部中段、東勢里不含東南端、松腳里、花園里西南半部，以及龍崎區的西部邊界地帶中央偏北一小段。
本地區境內主要聚落為林仔邊、永豐、五甲、四甲廟、松仔腳、埔仔、花園，設有關廟國中（部分）、五甲國小。

## 歷史
台灣日治初期，五甲地區為一街庄，稱為「五甲庄」（舊制街庄），隸屬於外新豐里。該庄昔日輪廓略呈東寬西窄的V字形，東大半葉的北邊與新埔庄為鄰，東邊與中坑仔庄為鄰，南邊為深坑仔庄，西小半葉的西邊為沙崙庄、崙仔頂庄、歸仁北庄，北邊為下湖庄，東北邊一小段與新埔庄為鄰，兩半葉之間所夾為關帝廟庄。
1901年（日治明治三十四年）11月11日，全台廢縣廳改設二十廳，該庄隸屬於臺南廳。1904年（明治三十七年）3月31日，該庄編入「關帝廟區」，隸屬於臺南廳。1909年（明治四十二年）10月25日，全台合併二十廳為十二廳，關帝廟區仍隸屬於臺南廳。1920年（大正九年）10月1日，全台地方制度大改正，廢十二廳改設五州二廳，該庄改制為「五甲」大字，隸屬於臺南州新豐郡關廟庄（新制街庄）。
戰後關廟庄改制為關廟鄉，隸屬於臺南縣，大字亦改制為村。1950年（民國39年）10月25日，雲、嘉、南分治，關廟鄉仍隸屬於臺南縣。2010年（民國99年）12月25日，臺南縣、市合併為直轄臺南市，關廟鄉改制為關廟區，村亦改制為里。

## 聚落
本地區發展較早的聚落為林仔邊、土井仔（已消失）、永豐、五甲、四甲廟、松仔腳、埔仔、花園，在日治初期的官方地圖上已有記載。

## 交通
國道3號又稱「福爾摩沙高速公路」，是貫穿臺灣西部的兩條縱向高速公路之一，經過本地區東北端。最近的交流道在北側為省道台86線交會處暨省道台19甲線接口的關廟交流道，在南側為省道台28線交會處的田寮交流道。由此等可快速前往國道3號沿線各地。
省道台19甲線是鹽水至赤崁的幹道，經過本地區中部略偏西的五甲聚落。由該道路北行可前往關廟區關廟市區、新化區、新市區、善化區等地；南行可前往高雄市阿蓮區、岡山區、梓官區，並止於區道高23線路口。
市道182號是台南至七星洋的道路，經過本地區西半葉的中部及東半葉的北部。由該道路西行可前往仁德區北部、東區、中西區，並止於中西區與安平區交界處的省道台17線路口；東行可前往龍崎區、高雄市內門區，並止於省道台3線路口。

## 學校
- 關廟國中（西半部）
- 五甲國小